# Olivier May

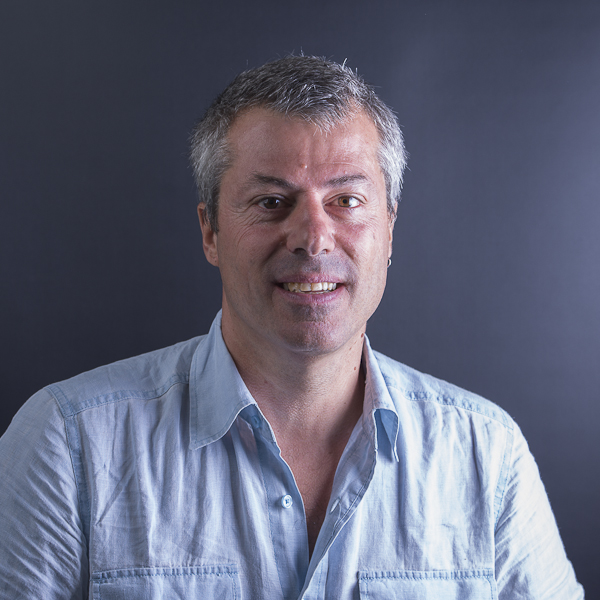
Olivier May, 2012

Olivier May (* 8. Juli 1957 in Genf) ist ein französischsprachiger Schweizer Schriftsteller.

## Leben
Olivier May studierte Archäologie und Geschichtswissenschaft und arbeitete bis 2017 als Lehrer und Dekan an einem Genfer Gymnasium.
Er veröffentlichte zahlreiche Erzählungen und Romane, teils für Erwachsene, besonders aber für Kinder und Jugendliche.
May ist Mitglied des Vereins Autorinnen und Autoren der Schweiz (AdS) und lebt in Thônex.

## Werke
- L’Esprit du renne, 2003
- Droit à la différence, 2004
- Effet de serre, 2005
- Le chant d’Ekhirit, 2009
- Excision, 2010
- Les enfants de la louve, 2013
- Le secret des Hommes-Bisons, 2014
- L’Île Rousseau, 2015
- Graine de citoyen suisse, 2016
- Djihad Jane, 2016
- La vallée des mammouths, 2017
- Les enfants de Guillaume Tell, 2017
- Tigres, 2017
- La Suisse en 15 histoires, 2017
- Et la musique fut, 2017
- La Suisse en bref, 2018
- Les enfants des Helvètes, 2018
- Les enfants de l’Escalade, 2018
- Éléphants, 2018
- Les enfants des lacustres, 2019
- La Suisse en 15 lieux, 2019
- Les enfants de Napoléon, 2019
- Les enfants du tsunami, 2020
- Horangi, le dernier tigre de l’Oussouri, 2020
- Grand Loup Blanc et autres récits, 2020
- La Suisse en 15 femmes, 2020
- Le fabuleux destin d’Ella Maillart, 2021
- Le fabuleux destin de Guillaume Tell, 2021
- Les enfants de 39-45, 2021
- Les enfants de l’Encyclopédie, 2021
- La Suisse en 15 batailles, 2021
- Le fabuleux destin de Madame de Staël, 2021
- Le fabuleux destin de Roger Federer, 2021
- Les enfants de Morat et Grandson, 2022
- Agrotopia, 2022